# Sikorsky S-38

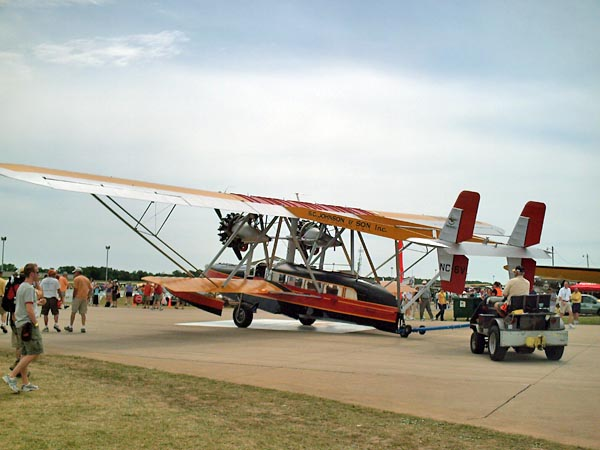
S-38

De Sikorsky S-38 is een amfibisch vliegtuig, wat wil zeggen dat het zowel op water als op land kan landen en opstijgen. Het toestel is een dubbeldekker met twee motoren en was het eerste succes van Igor Sikorsky's bedrijf in de VS.

## Geschiedenis
In mei 1928 begon het bedrijf met de productie van het nieuwe type vliegtuig in Sikorsky's bedrijf in Stratford, Connecticut. In juli van datzelfde jaar rolde de eerste S-38 van de band. Het toestel had twee Pratt & Whitney-motoren die elk 298 kW produceerden. Het had een bemanning van twee personen en kon acht of negen passagiers met bagage vervoeren.
Het vliegtuig startte van land of water met een stijging van 750 voet per minuut tot een maximumhoogte van 16.000 voet en een snelheid van 192 kilometer per uur. De maximale vliegafstand bedroeg 750 mijl en het maximale gewicht 4764 kg. Het vliegtuig kon op een motor vliegen als het nodig was. Geen enkel amfibisch vliegtuig uit die tijd had die kenmerken. Het toestel kende een groot succes bij zowel particulieren, bedrijven als de overheid. In totaal werden ongeveer 90 toestellen geproduceerd. Nu zijn er nog twee S-38's over, waarvan er één te zien is in de film The Aviator, hoewel dat historisch niet correct is.

## Beroemde vliegers
Een aantal beroemde personen, voornamelijk in de VS, aangezien het bedrijf daar gevestigd was, in de luchtvaartgeschiedenis vloog met dit toestel.
- Charles Lindbergh Hij vloog ermee over Zuid-Amerika en de Stille Oceaan voor de luchtvaartmaatschappij Pan Am.
- Howard Hughes Hij probeerde om ermee rond de wereld te vliegen.
- Herbert Johnson Hij zocht ermee in Zuid-Amerika naar een bepaalde wasboom die de sterkste was ter wereld kon leveren. Een replica van zijn vliegtuig bestaat nog en vliegt nog.
- Frits Wissel, Nederlandse marinepiloot die in 1936 vanuit de cockpit van een Sikorsky een merencomplex in Nederlands-Nieuw-Guinea ontdekte dat daarna naar hem werd vernoemd: de Wisselmeren.